# Талиновка (деревня)
Талиновка — деревня в Парабельском районе Томской области России. Входит в состав Нарымского сельского поселения. Население 62 чел. (2021) .

## География
Находится в центральной части региона, в лесной местности, богатой небольшими озёрами, у безымянной протоки р. Обь
Уличная сеть
Переулки: Лесной пер., Сосновый пер.
Улицы: ул. Ветеранов, ул. Заводская, ул. Мирная, ул. Песочная, ул. Центральная
Климат
Находится на территории, приравненной к районам Крайнего Севера.

## История
В соответствии с Законом Томской области от 15 октября 2004 года № 225-ОЗ деревня вошла в состав образованного муниципального образования Нарымское сельское поселение.

## Население
| 1939 | 1952 | 1959 | 1970 | 1977 | 1979 | 1989 | 2002 | 2010 | 2012 | 2013 |
| ---- | ---- | ---- | ---- | ---- | ---- | ---- | ---- | ---- | ---- | ---- |
| 293  | ↘287 | ↗290 | ↘223 | ↘210 | ↘173 | ↘171 | ↘156 | ↘136 | ↘134 | ↗138 |
| 2014 | 2015 | 2021 |      |      |      |      |      |      |      |      |
| →138 | ↘133 | ↘62  |      |      |      |      |      |      |      |      |

Национальный состав
Согласно результатам переписи 2002 года, в национальной структуре населения русские составляли 70 % от общей численности населения в 126 чел..

## Инфраструктура
Библиотека-филиал д. Талиновка
Талиновский СК
Ул. Центральная дом 5

## Транспорт
Связь с населённым пунктом осуществляется по реке и по просёлочным дорогам.